# Salomé (Wilde)
Pour les articles homonymes, voir Salomé.

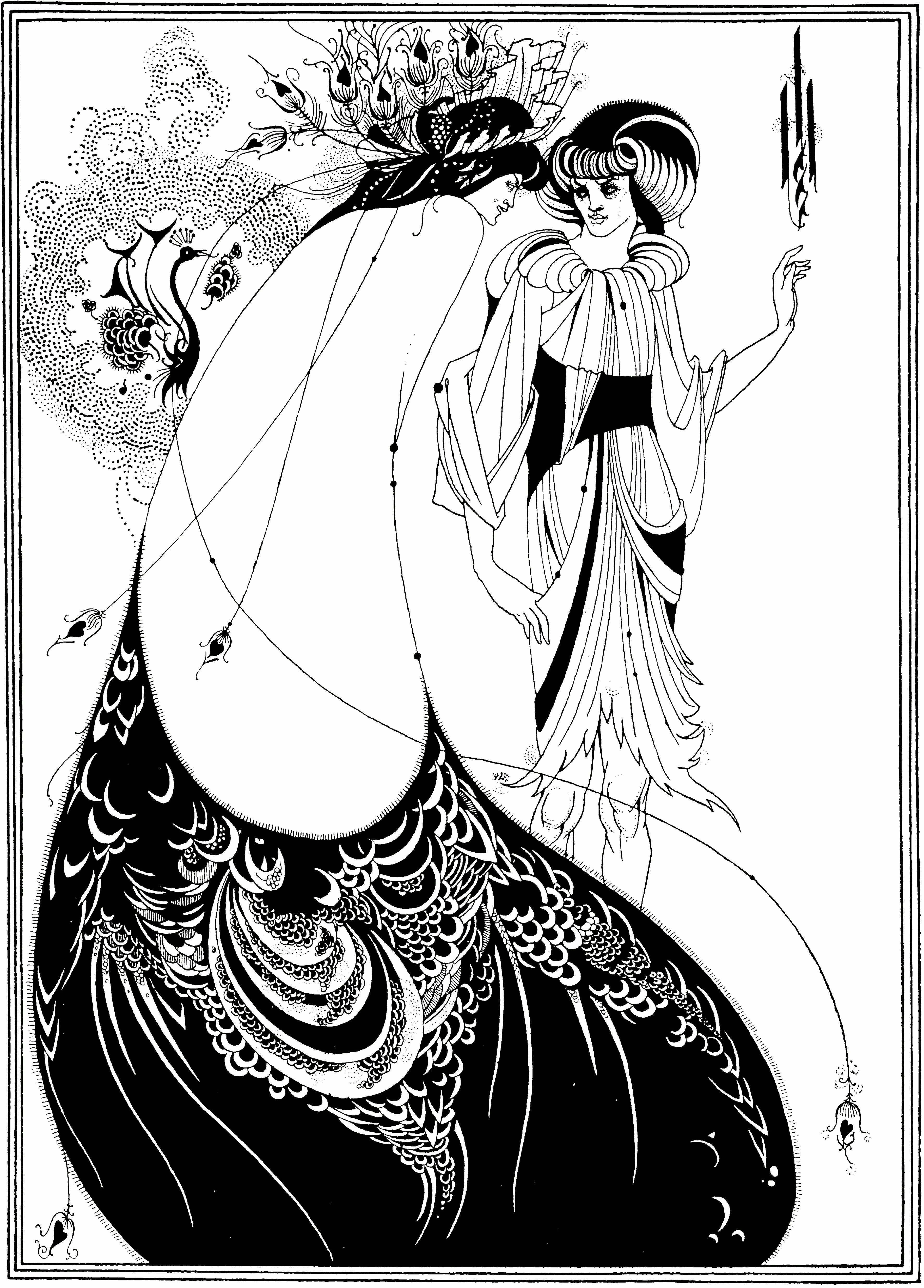
Illustration d'Aubrey Beardsley pour Salomé : la robe de paon

Salomé est une tragédie d'Oscar Wilde dont la version originale de 1891 est écrite en français. Une traduction en anglais a suivi trois ans plus tard. La pièce, en un acte, repose sur l'épisode biblique de Salomé, belle-fille du tétrarque de Galilée, Hérode Antipas. À la consternation de son beau-père, mais au grand plaisir de sa mère Hérodiade, Salomé demande qu'on lui apporte la tête de Iokanaan (Jean le Baptiste) sur un plateau d'argent comme récompense pour avoir exécuté la danse des sept voiles.

## Versions et premières
Wilde écrivit cette pièce à Paris, où il s'était retiré après avoir achevé L'Éventail de Lady Windermere. Il la dédia à Pierre Louÿs, qui apporta quelques corrections au texte mais n'intervint que très peu. Séduite par le rôle-titre, Sarah Bernhardt décida de l'interpréter elle-même, et les répétitions commencèrent au Palace Theatre de Londres. Ces répétitions durent toutefois s'interrompre lorsque la censure du Lord Chamberlain eut interdit Salomé au motif qu'il était illégal de représenter sur scène des personnages bibliques. Indigné, Wilde envisagea de renoncer à sa nationalité britannique et de devenir français afin de ne plus avoir à subir de telles restrictions.

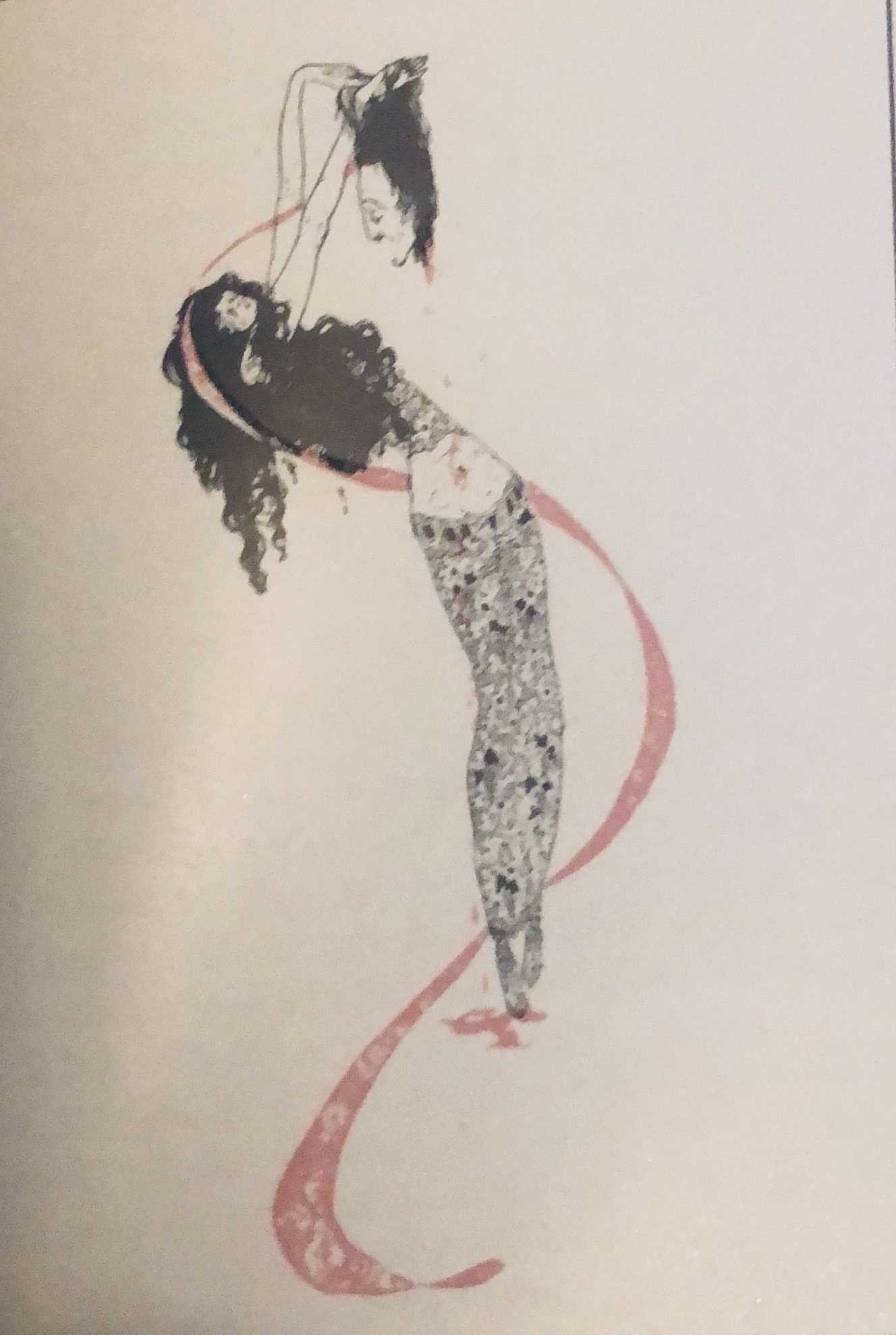
Salomé d'Oscar Wilde.

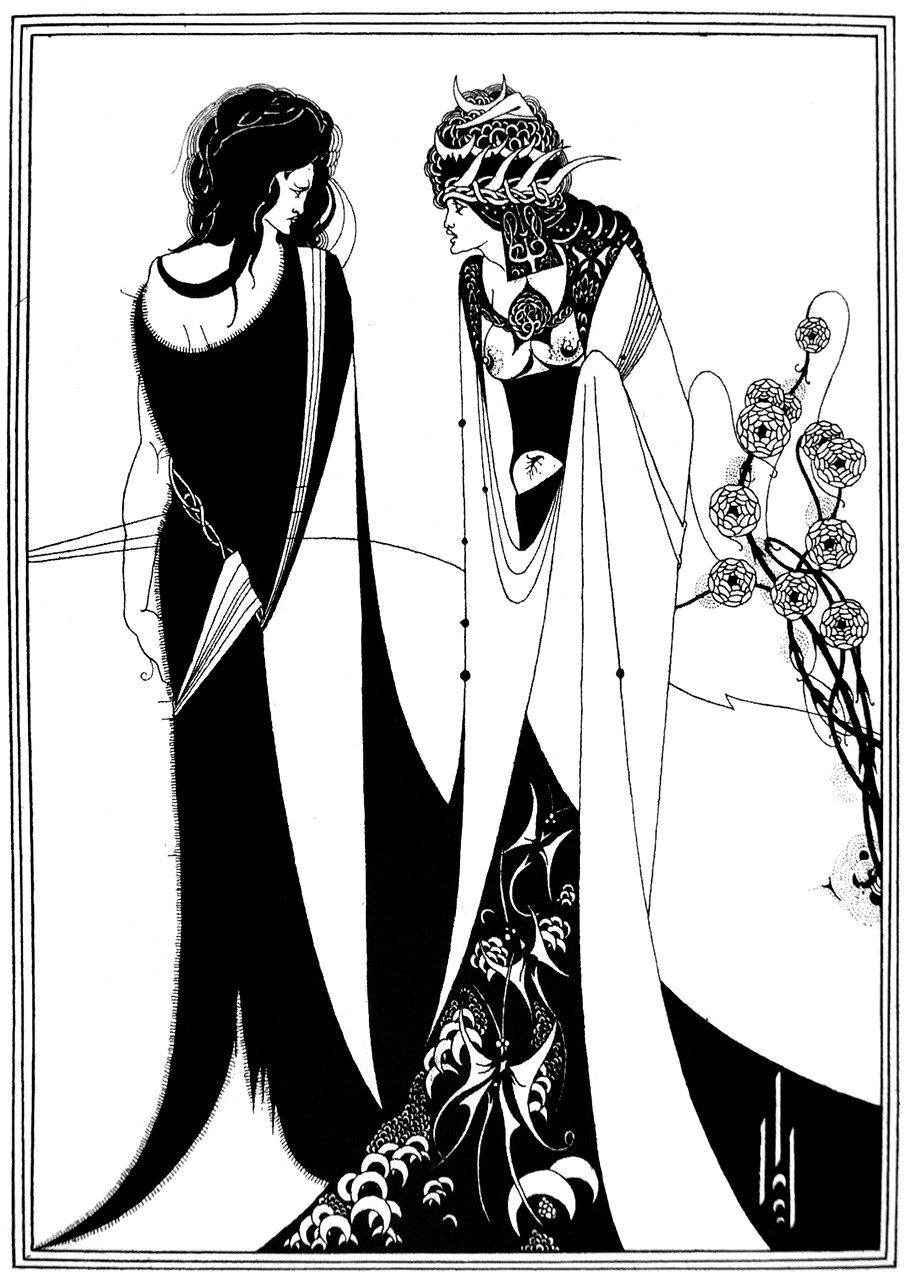
Illustration d'Aubrey Beardsley pour Salomé : Iokanaan et Salomé

Le texte de la pièce fut publié pour la première fois en français en 1893. Dans un article intitulé « The Censure and Salomé », publié dans la Pall Mall Gazette du 29 juin 1892, interrogé sur la raison pour laquelle il avait écrit Salomé en français, Wilde déclare : « I have one instrument that I know I can command, and that is the English language. There was another instrument to which I had listened all my life, and I wanted once to touch this new instrument to see whether I could make any beautiful thing out of it. Of course, there are modes of expression that a Frenchman of letters would not have used, but they give a certain relief or color to the play. A great deal of the curious effect that Maeterlinck produces comes from the fact that he, a Flamand by grace, writes in an alien language. The same thing is true of Rossetti, who, though he wrote in English, was essentially Latin in temperament. », La traduction en anglais parut en 1894 chez les éditeurs Charles Elkin Mathews & John Lane, avec des illustrations dues à Aubrey Beardsley. Sur la page de dédicace, Wilde indique comme traducteur lord Alfred Douglas. En fait, Wilde s'était querellé avec lui au sujet de la traduction, peu satisfait de ce travail dont « le résultat fut décevant ». Il semble que le texte anglais soit l'œuvre de Wilde lui-même, qui s'est fondé sur ce qu'avait fait Alfred Douglas.
Ce fut à cette époque que s'ouvrit le procès au cours duquel s'opposèrent Wilde et le marquis de Queensberry, père d'Alfred Douglas, et à l'issue duquel, le 25 mai 1895, Wilde se vit condamné à deux ans de travaux forcés pour homosexualité et emprisonné le soir-même.
La première de Salomé à Paris eut lieu en 1896 et fut créée par la compagnie du Théâtre de l'Œuvre à la Comédie Parisienne (aujourd’hui Théâtre de l'Athénée Louis-Jouvet), avec l'actrice Lina Munte dans le rôle de Salomé. Des lithographies de Toulouse-Lautrec en illustraient le programme. Wilde était alors incarcéré à la geôle de Reading.
L'interdiction du Lord Chamberlain ne fut pas levée avant presque quarante ans. La pièce fut cependant montée, de façon privée, dès 1905 avec une mise en scène de Florence Farr, ainsi qu'en 1906 à la Literary Theatre Society de King's Hall, Covent Garden. Salomé fut produite en Angleterre pour la première fois au Savoy Theatre le 5 octobre 1931.

## Précurseurs

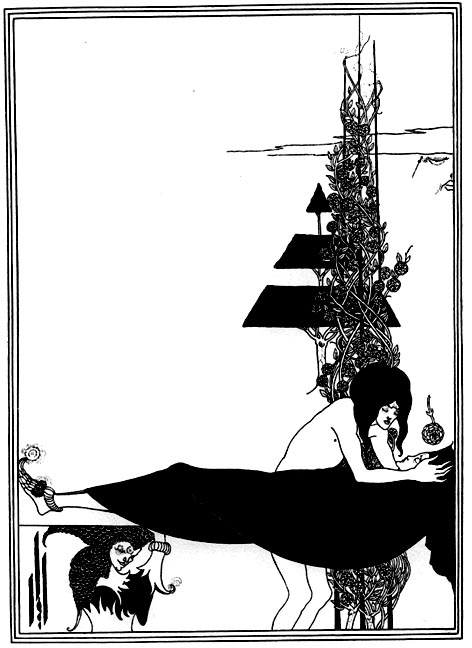
Illustration d'Aubrey Beardsley pour Salomé : la déploration platonique

Beaucoup voient la Salomé de Wilde comme une superbe combinaison de traitements antérieurs du thème, où l'on retrouve la diction méthodique caractéristique du dramaturge belge Maurice Maeterlinck. Bien que le « baiser sur la tête » ait déjà été utilisé chez Henri Heine et même chez Heywood, le génie de Wilde a été de déplacer cet élément pour en faire le point culminant de la pièce. En dépit des emprunts indéniables, il y a quelques apports intéressants dans le traitement de Wilde, le plus remarquable étant son recours constant à des parallèles entre Salomé et la lune à travers ses innombrables jeux de miroirs. "Comme la princesse est pâle, jamais je ne l'ai vue si pâle" remarque le Jeune Syrien, interdit par la beauté mortuaire du visage de la princesse, inondé par la lumière de l'astre lunaire.
Des spécialistes comme Nassaar soulignent le fait que Wilde emploie un certain nombre d'images qu'aimaient les poètes de cour dans le royaume d'Israël et que le rôle de la lune est d'évoquer la déesse Cybèle, qui, comme Salomé, était obsédée par sa virginité à préserver et prenait donc plaisir à détruire la sexualité masculine.

## L'influence ultérieure deSalomé
La version de Wilde a, par la suite, donné naissance à d'autres œuvres artistiques, dont la plus célèbre est l'opéra du même nom de 1904 dû à Richard Strauss et dont le livret reprend le texte de la pièce dans la traduction d'Hedwig Lachmann.
En 1906, Maud Allan a réalisé une production intitulée La Vision de Salomé, dont la première eut lieu à Vienne. Elle se fonde, mais de loin, sur la pièce de Wilde. Sa version de la Danse des sept voiles est devenue fameuse, ce qui lui a valu le surnom de « danseuse de Salomé ». Une représentation de la pièce aboutit à un procès en diffamation en 1918, quand Maud Allan fut accusée de promouvoir l'immoralité sexuelle.

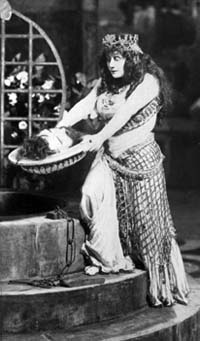
Olive Fremstad tenant la tête de Jean le Baptiste dans la production du Met de Salomé en 1907.

En 1907, l'opéra Salomé de Richard Strauss, est interdit après la première américaine au Metropolitan Opera, pendant dix-sept ans, le jeu d'Olive Fremstad dans le rôle titre, basé sur la pièce éponyme d'Oscar Wilde, étant considéré comme trop choquant pour le public américain.
En 1923, l'actrice Alla Nazimova produisit et interpréta un film muet d'après la pièce.
L'épopée biblique Le Roi des rois de Nicholas Ray (1961) utilise les dialogues originaux de Wilde plutôt que l'Évangile pour certaines scènes où apparaissent Hérode Antipas, Jean-Baptiste, Hérodiade et Salomé.
L'artiste Carmelo Bene fera une pièce inspirée de celle de Wilde, qu'il adapte en 1972 au cinéma, Salomé, dans une forme de relecture psychédélique de la Bible.
Avec un acteur comme Al Pacino dans ses représentations de 1980 au théâtre du Circle in the Square (et en 2006, dans une production de Los Angeles), ou dans le film Salome's Last Dance de Ken Russell (1988), c'est Hérode qui domine la pièce.
Le musicien australien Nick Cave a écrit une pièce en cinq actes intitulée Salomé qui est incluse dans le recueil de ses écrits (1988), King Ink ; la pièce fait allusion au récit évangélique, à la pièce de Wilde, et à la peinture de Puvis de Chavannes de 1869, La Décollation de Jean-Baptiste.
Parmi les autres œuvres fortement influencées par la pièce, on peut également citer les vidéos des Smashing Pumpkins pour la chanson Stand Inside Your Love, et les chansons Mysterious Ways et Salomé de U2. Dans la musique toujours, le musicien britannique Pete Doherty livre en 2009, dans son album solo, une version musicale hommage à la pièce d'Oscar Wilde. Le dramaturge américain Doric Wilson a réinventé de façon comique la Salomé de Wilde sous le titre Maintenant, elle danse !.
L’anime Blood+ fait également allusion de façon métaphorique à Salomé. Le peintre espagnol Gino Rubert a créé une série d'illustrations en 2005.

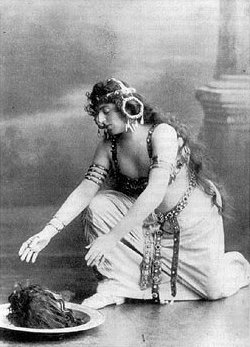
Alice Guszalewicz, Salomé dans l'opéra de Strauss, à Cologne en 1906.

Le chanteur français Jean-Patrick Capdevielle a écrit une chanson intitulée Salomé (1979) s'inspirant directement de l'histoire d'Oscar Wilde.
Le groupe français ECHO s'est inspiré de cette tragédie pour leur chanson Salomé (2012).[réf. nécessaire]
Le groupe français Indochine y fait référence dans sa chanson Salomé, de l'album Black City Parade, paru en 2013.

## Adaptations
- Salomé, Compagnie des Dramaticules, adaptation et mise en scène  de Jérémie Le Louët, création en janvier 2011 à l'espace culturel André Malraux au Kremlin-Bicêtre[10].